# エドゥアルド・ヴィヴェイロス・デ・カストロ

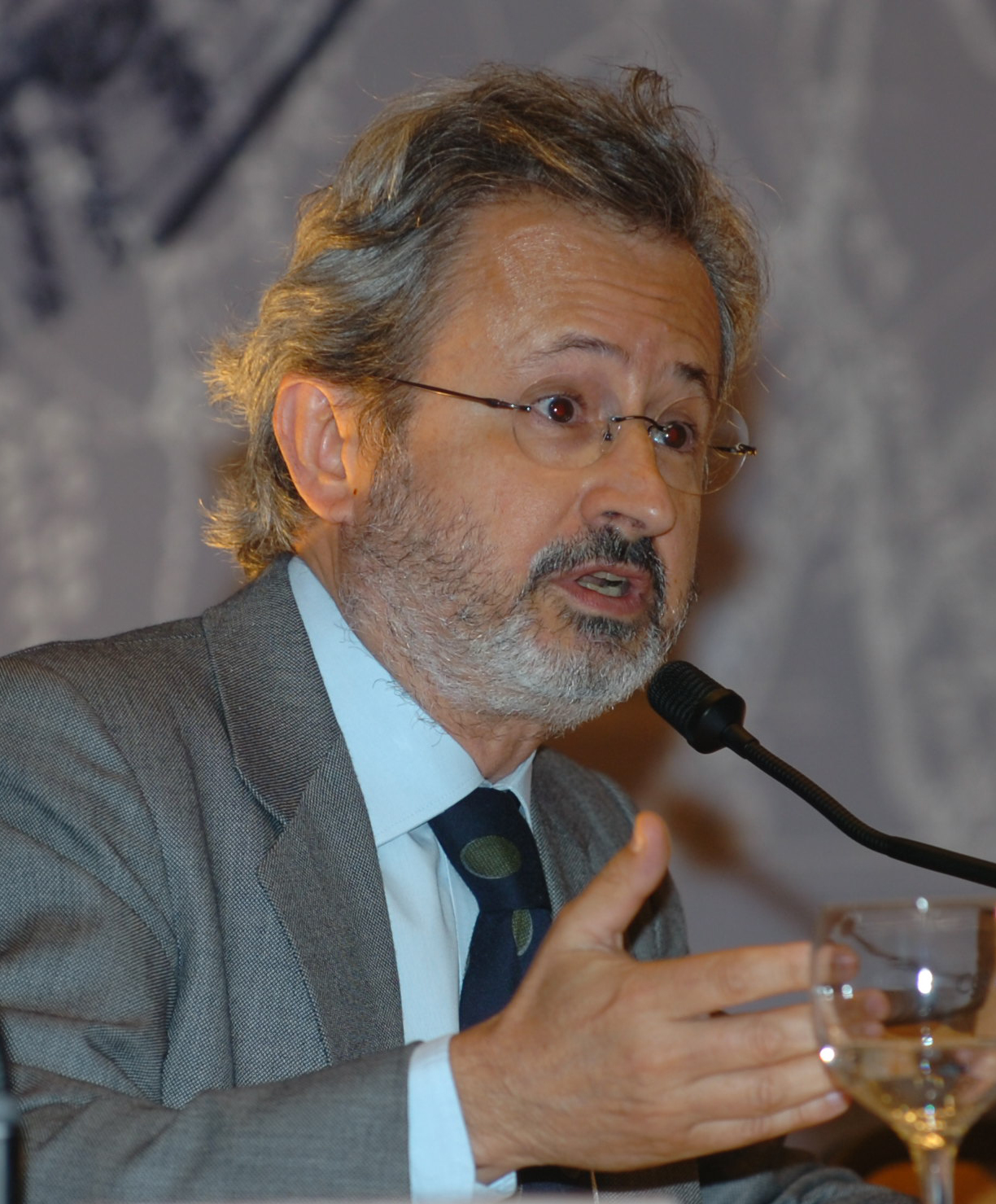
エドゥアルド・ヴィヴェイロス・デ・カストロ、2007年ブラジリアで撮影

エドゥアルド・ヴィヴェイロス・デ・カストロ（Eduardo Batalha Viveiros de Castro, 1951年 - ）は、ブラジルの人類学者。現在、リオデジャネイロ連邦大学が運営するブラジル国立博物館の教授。

## 人物・研究対象
ヴィヴェイロス・デ・カストロはリオデジャネイロ出身。これまでにフランスの社会科学高等研究院、シカゴ大学、ケンブリッジ大学で教鞭をとった。アメリカ・インディアンの観点主義についての研究を発展させたことが主要な業績とされる。
ヴィヴェイロス・デ・カストロは、アマゾン地帯などのいくつかの部族にとって、動物たちが人間たちを動物と見なし、自己を人間のように意識するという観点を指摘し、その比較人類学論を観点主義（ "perspectivisme"）と呼んだ。つまり、あらゆる生き物が常に自己の身体を経由して他の生き物を認識せざるを得ないという理論である。フランスの人類学者フィリップ・デスコーラは、人間を中心としない、この"人間と非人間共有の観点主義"を、アニミズム特有のオントロジーの表れであると指摘した。
数多くの著作・論文があり、ブラジル人類学とアメリカニスト民俗学において重要な貢献をなしている。
主著は次の通り。『From the enemy's point of view: humanity and divinity in an Amazonian society』、『Amazônia: etnologia e história indígena （アマゾニア：民俗学と先住民の歴史）』（マヌエラ・カルネイロ・ダ・クンハと共編）、『A inconstância da alma selvagem e outros ensaios de antropologia（野生の魂の変わりやすさと人類学についての論考）』。

## 著作
- From the Enemy's Point of View: Humanity and Divinity in an Amazonian Society, The University of Chicago Press (1992)
- Cosmological Deixis and Amerindian Perspectivism in The Journal of the Royal Anthropological Institute, Vol. 4 (3), (1998)
- Exchanging Perspectives: The Transformation of Objects into Subjects in Amerindian Ontologies in Common Knowledge, vol. 1 (3), (2004)
- Perspectival Anthropology and the Method of Controlled Equivocation in Tipití: Journal of the Society for the Anthropology of Lowland South America, vol 2 (1) (2004)
- The Inconstancy of the Indian Soul: The Encounter of Catholics and Cannibals in Sixteenth-century Brazil, Prickly Paradigm Press (2011)
近藤宏、里見龍樹訳『インディオの気まぐれな魂』水声社、2015年
- Cosmological Perspectivism in Amazonia and Elsewhere, Hau Masterclass Series (vol. 1) (2012)
- Radical Dualism, Hatje Cantz (2012)
- Cannibal Metaphysics, Univocal Publishing (2014)
檜垣立哉、山崎吾郎訳『食人の形而上学: ポスト構造主義的人類学への道』洛北出版、2015年
- The Relative Native: Essays on Indigenous Conceptual Worlds, Hau - Special Collections in Ethnographic Theory (2015) (forthcoming)